# Yūki Takita
Yūki Takita (田北 雄気?, Takita Yūki; Prefettura di Saitama, 16 maggio 1967) è un ex calciatore giapponese, di ruolo portiere.

## Carriera

### Calciatore
Formatosi nell'Omiya Higashi High School ed aver fatto parte della rappresentativa calcistica dell'università del Tokai, Takita nel 1990 diviene un calciatore del NTT Kanto che lascerà due anni dopo per giocare nell'Urawa Red Diamonds.

### Allenatore
Ritiratosi dall'attività agonistica, è divenuto l'allenatore dei portieri del Yokohama FC.